# Hasbro
Hasbro, Inc. es una compañía de juguetes asentada en Pawtucket en el estado de Rhode Island en Estados Unidos.
Hasbro es conocido por haber adquirido líneas de juguetes de otras empresas, como el juego de mesa temático Twister, Monopoly, la masa modeladora Play-Doh o los juguetes educativos Playskool. 
La empresa fue fundada el 6 de diciembre de 1923 por los hermanos Hassenfeld, inicialmente apodada como "Hassenfeld Brothers". No obstante, durante el año 1968, la empresa abrevió su nombre tomando las tres primeras letras de cada palabra, para así crear una marca de más fácil reconocimiento.
Hasbro también fue registrada en el American Stock Exchange (AMEX, bolsa de valores estadounidense) de Nueva York en 1968, con el símbolo «HAS». En junio de 1999, Hasbro cambió su registro del American Stock Exchange al New York Stock Exchange (NYSE), también con el símbolo «HASBRO».

## Historia
Hasbro fue fundada por tres hermanos: Herman, Hillel y Henry Hassenfeld el 6 de diciembre de 1923, como "Hassenfeld Brothers", una compañía dedicada al sector textil que más tarde se expandió al mercado de los útiles escolares.
En la década de 1940, la compañía logró fabricar sus primeros juguetes: una línea de kits para doctores. El primer juguete popular de la compañía fue Mr. Potato Head, inventado por George Lerner en 1952. En 1954, la compañía se convirtió en una importante licenciataria de Disney.
En 1982, Hasbro lanza la exitosa franquicia de juguetes: My Little Pony.
En 1984, Hasbro lanza lo que sería otra exitosa franquicia de juguetes: Transformers, que es actualmente una de las franquicias más exitosas de la compañía.
Adquiere Milton Bradley Company dos años más tarde, operando desde entonces con el nombre "Hasbro Bradley". Con esta adquisición, la compañía ahora posee los derechos de diversos juegos de mesa como Yahtzee, The Game of Life, Twister, entre otros.
Posteriormente, Hasbro decide comprar Playskool en 1986 y Parker Brothers en 1991, ganando con esta última los derechos del famoso juego de simulación de compra y venta Monopoly. También Hasbro posee Wizards of the Coast (adquirida en 1999) y Avalon Hill (adquirida en 1998), entre otras.
Además, Hasbro Interactive, una subsidiaria de la empresa dedicada al entretenimiento virtual, fue vendida a la empresa Infogrames en 1995, debido a las pérdidas que esta causaba a la empresa. 
También colaboró con Discovery Communications para llevar a cabo The Hub, canal que reemplazó a Discovery Kids en algunos países del mundo hasta su desaparición en 2014.
A finales de 2020 confirma que Brian Golder va desaparecer el antiguo CEO de Hasbro en 2021 debido problemas de la
Pandemia COVID-19.
El 12 de octubre de 2021, falleció el antiguo CEO de Hasbro, Brian Goldner.
A finales de octubre de 2023, en la publicación dice:, Hasbro cumple 100 años de la historia.
Tras su 100 aniversario de Hasbro el 6 de diciembre de 2023.

## Empresas subsidiarias
Hasbro, Inc. es empresa matriz de otras empresas subsidiarias:
- Avalon Hill
- Bestway
- Intex
- Parker Brothers
- Playskool
- Hasbro Gaming
- Tiger Electronics
- The Hub (Hoy: Discovery Family)
- Wizards of the Coast
- Discovery Kids
- Kre-O

## Juegos, juguetes y coleccionables

### Juguetes y figuras de acción
- Furby
- Figurina
- Marvel Comics (Spider-Man, Wolverine, Iron Man, Hulk, y otros personajes)
- G.I. Joe
- Lite-Brite
- Mediterráneo
- Micro Machines
- Mr. Potato Head
- My Little Pony
- Tonka
- Alien (figuras de acción)
- Play-Doh
- Pokémon
- Star Wars
- Transformers
- El rey león
- Littlest Pet Shop
- Elefun and Friends
- Nerf
- Beyblade: Metal Fusion
- Power Rangers
- Peppa Pig
- PJ Masks

### Figuras con licencia
- Star Wars
- Indiana Jones
- Transformers: la venganza de los caídos
- Iron Man
- Iron Man 2
- X Men
- The Incredible Hulk
- Spider-Man
- G. I. Joe: The Rise of Cobra
- Cloverfield
- Jurassic Park 3
- Bea anda y gatea
- Princesas Disney
- Power Rangers
- Angry Birds Star Wars
- Angry Birds Star Wars II

### Juegos de mesa
- Clue
- Bop It
- Dungeons & Dragons
- La herencia de la tía Agata
- Combate
- Conecta 4
- Magic: el encuentro
- Disney 100 Years of Magic
- Monopoly
- Candy Land
- Pictionary
- Risk
- Rummikub
- Rubik's
- Trivial Pursuit
- Tragabolas
- ¿Quién es quién?
- Scattergories
- Ouija preguntas del más allá
- Heroscape
- Trouble
- ¿Qué Dijooo?
- Twister
- Operación
- Life: el juego de la vida
- Hotel
- Monopoly: Transformers (Version G1 1984)
- Monopoly: edición mundial
- Operando a Homer
- Life: Bob Esponja
- Operando a Timmy Turner
- Monopoly: Los Simpson
- Clue:Los Simpson
- Clue: los padrinos mágicos (¿Quién robó la varita de Cosmo y Wanda?)
- Monopoly:Pucca
- Monopoly: Spider-Man
- Sorry: Spider-Man
- Memoria:Dora la Exploradora
- Operando a Spiderman
- Life: Pucca
- Life: Cartoon Network
- Monopoly: Perú
- Monopoly: Chile
- Monopoly: Colombia
- Monopoly: Bob Esponja
- Monopoly: Hotels
- Monopoly Electronic
- Monopoly Millonary
- Monopoly: Imperio
- Monopoly: Los Favoritos Del Mundo
- Monopoly Super Mario Bros
- Monopoly Mario Kart
- Battleship
- Jenga
- Jenga quake
- Jenga boom
- Taboo
- Pokémon
- Pictureka